# Diacantharius marginiscutellatus
Diacantharius marginiscutellatus là một loài tò vò trong họ Ichneumonidae.